# Hôtel Paradiso, une maison sérieuse
Pour plus de détails, voir Fiche technique et Distribution.
Hôtel Paradiso, une maison sérieuse (Guest House Paradiso) est un film britannique réalisé par Adrian Edmondson, sorti en 1999.

## Synopsis
Le "Paradiso" est le pire des hôtels que l'on puisse trouver. Ses extérieurs lui donnent des allures de ruine : façade terne, murs et fenêtres vermoulus, les gouttières claquent au moindre souffle de vent.
L'intérieur est pire encore : les cafards pullulent, la poussière s'accumule, la cuisine n'est plus qu'un amas d'immondices où évolue un cuisinier crasseux et saoul à longueur de journée. Comble de l'horreur, le "Paradiso" se situe à moins d'une centaine de mètres d'une centrale nucléaire qui crache, nuit et jour, une abominable fumée toxique…
Au milieu de ce capharnaüm, Richie Twat et son acolyte Eddie Elizabeth Ndingombaba s'unissent et se désunissent. Les deux inséparables se frappent, s'injurient mais ne peuvent se séparer… Burlesque au rendez-vous… 

## Fiche technique
- Titre original : Guest House Paradiso
- Titre français : Hôtel Paradiso, une maison sérieuse
- Réalisation : Adrian Edmondson
- Scénario : Rik Mayall et Adrian Edmondson
- Directeur artistique : David Allday et Keith Pain
- Chef décorateur : Tom Brown
- Décorateur de plateau : Brian Read
- Costumes : Pam Downe
- Maquillage : Joceline Andrews
- Photographie : Alan Almond
- Montage : Sean Barton
- Musique : Colin Towns
- Production : 
  - Producteur : Phil McIntyre
  - Producteur exécutive : Helen Parker, Marc Samuelson, Peter Samuelson
  - Line producteur : Shellie Smith
- Société(s) de production : PolyGram Films International, Samuelson Productions
- Société(s) de distribution : (États-Unis) Universal Focus, (Royaume-Uni) United International Pictures (UIP)
- Pays d'origine : Royaume-Uni
- Année : 1999
- Langue originale : anglais
- Format : couleur – 35 mm – 2,35:1 – Dolby Digital
- Genre : comédie noire
- Durée : 89 minutes
- Dates de sortie : 
  - Royaume-Uni : 3 décembre 1999
  - France : 30 mai 2001

## Distribution
- Rik Mayall : Richard "Richie" Twat
- Adrian Edmonson : Eddie
- Vincent Cassel : Gino Bolognese
- Hélène Mahieu : Gina Carbonara
- Bill Nighy : Mr Johnson
- Simon Pegg : Mr Nice
- Lisa Palfrey : Mrs. Nice
- Emma Pierson : Saucy Wood Nymph
- Kate Ashfield : Mrs Hardy
- Steven O'Donnell : Chef
- Sophia Myles : Saucy Wood Nymph
- Anna Madeley : Saucy Wood Nymph
- James D'Arcy : Young groom

## Lieux de tournage
- Shepperton Studios, Grande-Bretagne
- Ile de Wight